# Якщо Люсі впаде
«Якщо Люсі впаде» — романтична кінокомедія про двох друзів, які побилися об заклад, якщо вони не знайдуть справжнє кохання до ювілею Люсі, то стрибнуть з Бруклінського мосту.

## Сюжет
Люсі Акерман незабаром виповниться тридцять. Вона живе у невеличкій квартирі зі своїм другом по коледжу Джо. Якщо в хлопця є предмет обожнювання — сусідка Джейн, то Люсі так і не відчула ще жодного разу справжнє кохання. Вони укладають угоду: якщо Люсі та Джо не знайдуть другі половинки до тридцятої річниці головної героїні, то вони як закохані стрибнуть з Бруклінського мосту.
Джо набрався сміливості та освідчився Джейн у коханні, а Люсі почала зустрічатися з художником Бвіком Еліасом. Та ці стосунки довели їм, що Люсі та Джо — найкраща пара.

## У ролях
| Актор                | Роль           |
| -------------------- | -------------- |
| Сара Джессіка Паркер | Люсі Акерман   |
| Ерік Шеффер          | Джо            |
| Бен Стіллер          | Бвік Еліас     |
| Ель Макферсон        | Джейн          |
| Джеймс Ребгорн       | Саймон Акерман |
| Роберт Джон Берк     | красунчик      |
| Скарлетт Йоганссон   | Емілі          |
| Девід Торнтон        | Тед            |
| Майкл Стормс         | Сем            |
| Джейсон Маєрс        | Біллі          |
| Емілі Гарт           | Едді           |
| Домінік К'янезе      | Ел             |
| Білл Сейдж           | Дік            |

## Створення фільму

### Виробництво
Зйомки фільму проходили в Нью-Йорку, США.

### Знімальна група
- Кінорежисер — Ерік Шеффер
- Сценаристи — Тоні Спірідакіс, Ерік Шеффер
- Кінопродюсери — Бредлі Дженкель, Бред Кревой, Стівен Стеблер
- Композитор — Аманда Крават
- Кінооператори — Рон Фортунато, Чарлтон Петтус
- Кіномонтаж — Сюзан Греф
- Художник-постановник — Джинджер Тоугас
- Художник-декоратор — Бетсі Алтон
- Художник по костюмах — Ейн Кребтрі
- Підбір акторів — Шейла Джейфф[2].

## Сприйняття
Фільм отримав негативні відгуки. На сайті Rotten Tomatoes оцінка стрічки становить 18 % від кінокритиків із середньою оцінкою 4,0/10 (28 голосів) і 51 % на основі 5 253 відгуків від глядачів (середня оцінка 3,0/5). Фільму зарахований «гнилий помідор» і «розсипаний попкорн» від глядачів, Internet Movie Database — 4,9/10 (3 524 голосів).